# Wetmore Peak
Wetmore Peak är en bergstopp i Antarktis. Den ligger i Östantarktis. Nya Zeeland gör anspråk på området. Toppen på Wetmore Peak är 2 120 meter över havet, eller 335 meter över den omgivande terrängen. Bredden vid basen är 6,5 km.
Terrängen runt Wetmore Peak är kuperad åt sydväst, men åt nordost är den platt. Trakten är obefolkad. Det finns inga samhällen i närheten. 